# Base d'hydravions de Bartlett Cove
La base d'hydravions de Bartlett Cove ((en) Bartlett Cove Seaplane Base), est une base publique appartenant à l'État et située à Bartlett Cove dans l'État d'Alaska aux États-Unis.